# Рашића Гај
Рашића Гај је насељено мјесто у општини Власеница, Република Српска, БиХ. Према попису становништва из 2013. у насељу је живјело 42 становника.

## Историја
Овде су се 1941. догодили масакри у Рашића Гају.

## Становништво
Према попису становништва из 1991. године, мјесто је имало 218 становника.
| Националност       | 1991. |
| Муслимани          | 151   |
| Срби               | 66    |
| остали и непознато | 1     |
| укупно             | 218   |

| Демографија | Демографија | Демографија |
| Година      | Становника  | Становника  |
| ----------- | ----------- | ----------- |
| 1961.       | 154         |             |
| 1971.       | 200         |             |
| 1981.       | 216         |             |
| 1991.       | 218         |             |